# Le Noyé à deux têtes
 (avril 2018).
Le Noyé à deux têtes, sixième volume des Aventures Extraordinaires d'Adèle Blanc-Sec, est une bande dessinée de Jacques Tardi publiée en 1984 dans le mensuel (À suivre) et parue en album chez Casterman l'année suivante.

## Résumé
Paris, 11 novembre 1918.

0 H 01 : Deux policiers en cours de ronde découvrent un noyé dans le canal Saint-Martin. L'un d'eux prend en chasse un suspect qui le distance. Quand il revient, son collègue a été tué. Lui-même est entraîné dans le canal par de monstrueuses tentacules rouges. Un passant observe la scène sans sembler surpris.

Simultanément, Adèle-Blanc-Sec est ramenée chez elle par Lucien Brindavoine, qui l'a ramenée à la vie après une hibernation de six ans (voir Le Secret de la salamandre). Déboussolée, elle commence par dépouiller son courrier accumulé sous la porte d'entrée et les journaux relatant les événements récents.

Après l'avoir quittée, Brindavoine déambule dans Paris.

6 h 20 : la nouvelle de la signature de l'Armistice éclate. Les tentacules rouges refont leur apparition, de même que le passant qui n'est pas surpris.

Adèle découvre dans son armoire de salle de bain un nain siamois qui tient dans sa bouche une lettre qui lui est adressée. Brindavoine fait la rencontre d'un homme avec un orgue de barbarie et un singe dressé qui dit pouvoir lui révéler les véritables raisons de la première guerre mondiale. Il lui explique préparer un attentat, mais se fait exploser lui-même en cours de démonstration.

9 h 00 : le commissaire Laumanne et chargé de l'enquête sur le noyé du canal Saint-Martin. Il découvre que celui-ci a deux têtes. Brindavoine émerge des ruines de la maison de l'homme à l'orgue de barbarie. Il décide de repasser chez Adèle Blanc-Sec récupérer son pardessus (dont il avait vêtu Adèle qui sortait de son hibernation) dans lequel il a laissé ses clefs. Sur le pont de Tolbiac, il assiste à l'attaque d'une religieuse portant des valises pleines de crucifix par les tentacules, sous les yeux du passant habituel.
Arrivé chez Adèle, il rencontre Simon Flageolet, qui avait été convoqué par celle-ci. Un bruit les attire vers les toits, d'où Brindavoine finit par tomber en poursuivant le nain siamois. Un homme, qui manifestement espionnait l'appartement d'Adèle de l'appartement d'en face en appelle un autre, qu'on ne voit que de dos, mais qui fait face au mystérieux passant.

13 h 30 : Adèle, après s'être fait coiffer et habiller à la mode de 1918, se rend à une adresse indiquée dans la lettre du nain siamois. En chemin elle rencontre un homme qui s'y rend aussi. Ils y découvrent un pendu en costume de clown, et entendent un homme quitter précipitamment l'appartement. Adèle le poursuit, mais il disparaît mystérieusement au coin d'une rue.

Brindavoine, qui est retourné chez Adèle chercher son pardessus et ses clefs, y retrouve Flageolet et Laumanne qui l'arrête et l'emmène Quai des Orfèvres pour un interrogatoire « musclé ». En rentrant chez elle, Adèle est chloroformée, emmenée, hilare (il y a eu erreur sur le produit, à la place du chloroforme, on lui a administré du protoxyde d'azote) dans un magasin de farces et attrapes dans lequel le personnel d'un cirque (dont le nain siamois, qui était le frère du noyé à deux têtes) qui déclare pouvoir lui révéler les véritables causes de la première guerre mondiale. Elle leur apprend la mort du clown, qui aurait dû lui faire des révélations au sujet de la guerre. Adèle et Roy (un de ceux qui l'ont enlevé) se rendent à la gare du Nord pour y intercepter un clown musicien, mais la gare est envahie par les tentacules. Ils décident d'aller voir l'homme en compagnie duquel Adèle avait découvert le cadavre du clown, mais celui-ci s'est pendu, dans son costume de clown lui aussi.

Le commissaire Laumanne découvre que le premier pendu est en fait mort poignardé avant d'être pendu.

20 h 15 : Adèle et Roy se rendent au Cirque d'Hiver pour une représentation caritative, avant laquelle un troisième clown est poignardé, et au cours de laquelle un général est tué par le clown musicien.

24 h 01 : Adèle décide que tout ceci n'a aucun sens et rentre chez elle.

## Personnages (par ordre d'apparition ou d'évocation)
- le brigadier Bleuziot
- son coéquipier
- le commissaire principal Fougerolles
- Caponi
- le noyé à deux têtes/Kiki
- l'homme au feutre noir
- Lucien Brindavoine
- Adèle Blanc-Sec
- l'anarchiste au petit singe
- Bibi, le siamois du Caucase
- le commissaire Laumanne (dit « le tortionnaire »)
- l'inspecteur Stigmates (dit « à côté de ses pompes »)
- la bonne sœur
- Simon Flageolet
- Punais
- son mystérieux interlocuteur
- la concierge
- Panade, l'Auguste
- Norbert Troupier/Rémoulade/Potetoz
- Artroz
- Glucoz
- Pipo, l'homme-obus
- M. Paulo
- Roy
- Poiro, la femme-mitrailleuse
- Dario, l'homme-canon
- Espanolito Del Courbevoie
- « Archie »
- son compagnon d'armes
- Tubœuf, le clown musicien
- les Kay-Kay Sisters
- l'éléphant Douchka
- le général Bouclard (dit « le boucher de Verdun »)

## Commentaires
Le Noyé à deux têtes perpétue le caractère parodique des volumes précédents, hommage aux romans-feuilletons du début du XXe siècle, tout en dispensant le point de vue sans concession de Tardi à propos de la Première Guerre mondiale et de son issue.
Après être sortie de la cuve dans laquelle elle « hibernait » depuis la fin de Momies en folie, Adèle Blanc-Sec éprouve tout naturellement le besoin de se mettre à la mode de l'année 1918 : si elle se plaint d'avoir eu quelques difficultés à trouver « un salon de coiffure, une modiste, une couturière et un bottier ouvert... » le jour de l'Armistice, elle apparaît ainsi coiffée et vêtue d'une toute nouvelle façon. 
Reprenant la tradition des quatre premiers tomes, la dernière page de cet album pose un certain nombre de questions susceptibles de trouver leurs réponses dans le volume suivant : Tous des monstres !.

## Anecdotes
- Afin de rendre hommage à l'un de leurs plus célèbres auteurs, les éditions Casterman, lors du festival de la bande dessinée d'Angoulême ayant suivi la publication du Noyé à deux têtes, avaient décoré leur stand aux « couleurs » de l'album en l'entourant de gigantesques tentacules rouges (une sculpture réalisée d'après les dessins de Tardi).
- Les deux premières victimes de Tubœuf, le clown musicien, sont ses compagnons de compartiment dans le train qui l'amène à la gare du Nord : deux militaires britanniques, parodies de Blake et Mortimer les héros de Edgar P. Jacobs : « Archie » a la barbe rousse et la pipe de Philip Mortimer, ainsi que son ascendance écossaise (il porte le kilt)[1]. Son compagnon a le trench-coat, la casquette et la moustache blonde de Francis Blake.